# 大众Eos
大众Eos（英語：Volkswagen Eos），或译作伊欧斯，是大众公司于2006年至2015年间生产与销售的一款紧凑型双门硬顶敞篷轿跑车，其在葡萄牙的帕尔梅拉制造。它是大众Golf Cabriolet的继任车型，亦是大众出品的首款硬顶敞篷车，大众将Eos的敞篷硬顶称为「电动伸缩硬顶一体式全景天窗」，Eos这个名字来源于希腊神话中的黎明女神，其最终于2015年5月停产，但大众仍于2016年在美国限量推出了2016款的Eos。

## 发展历史

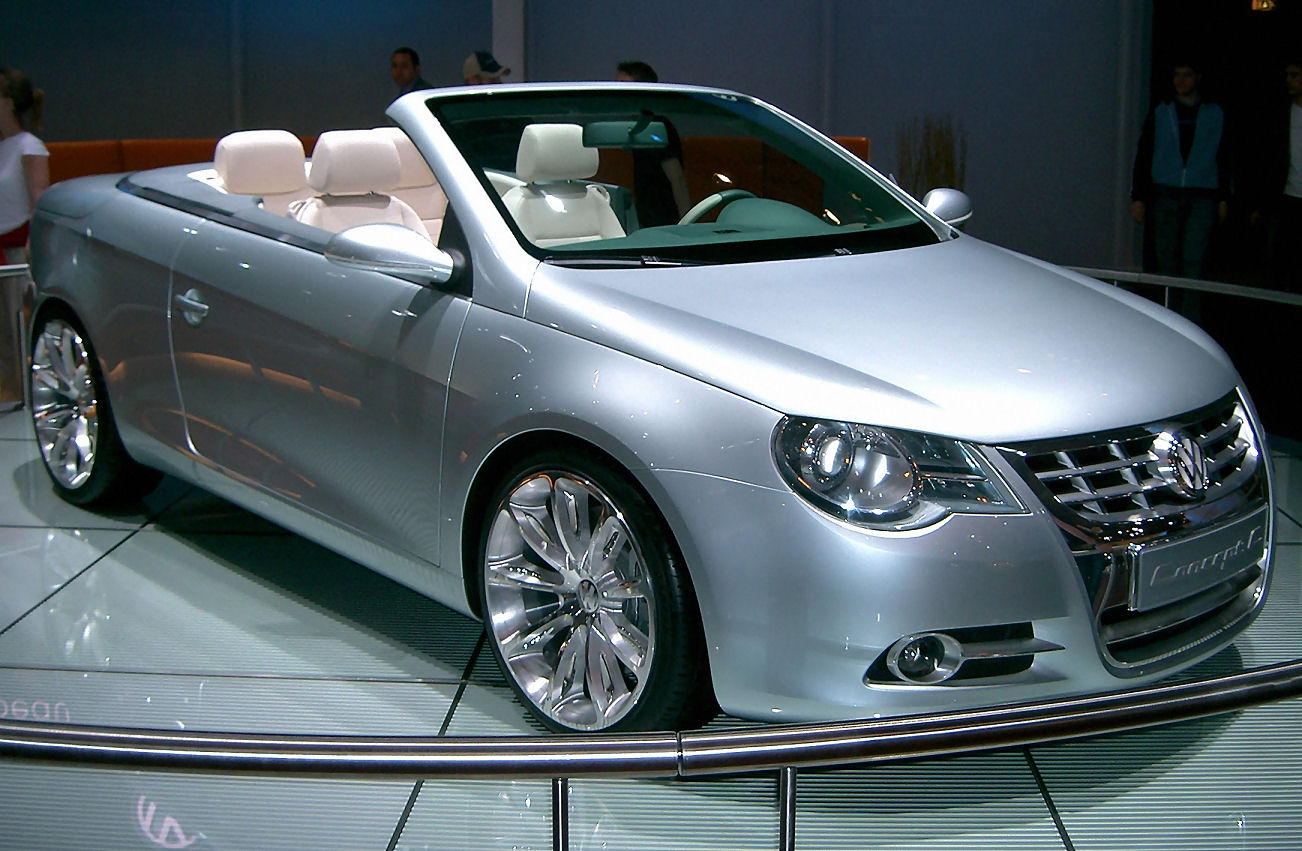
Eos的概念车型，发布于2004年的“Concept C”

在Eos正式量产之前，大众曾将Eos在2004年日内瓦车展上作为概念车展出，当时大众将这辆概念车命名为“Concept C”，Concept C中的C代表敞篷车（Cabriolet）和双门轿跑车（Coupé），之后大众于2005年9月12日正式发布Eos，但因质量原因，Eos一直到2006年5月19日才开始正式生产/销售。

## 图库

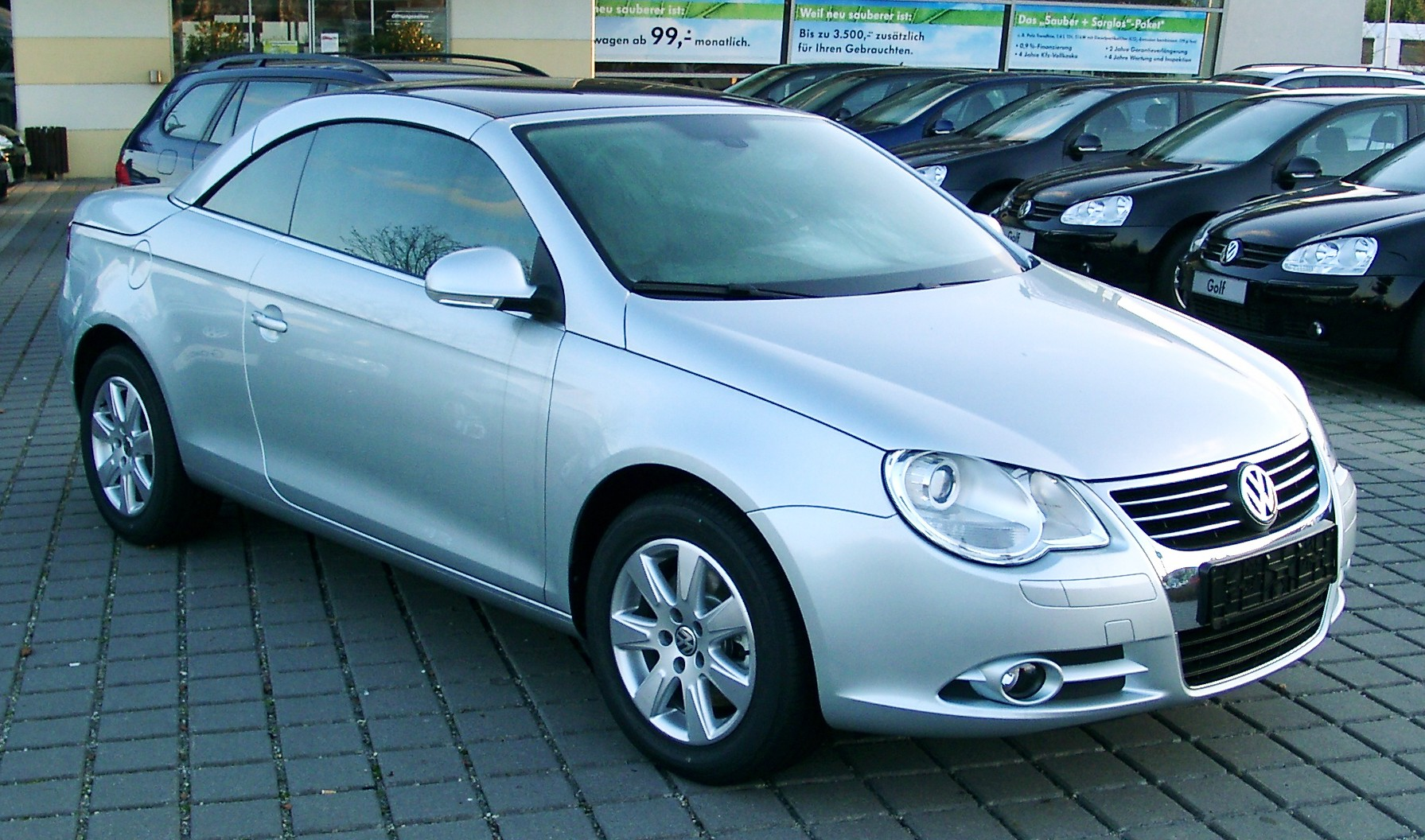
初代Eos的前部
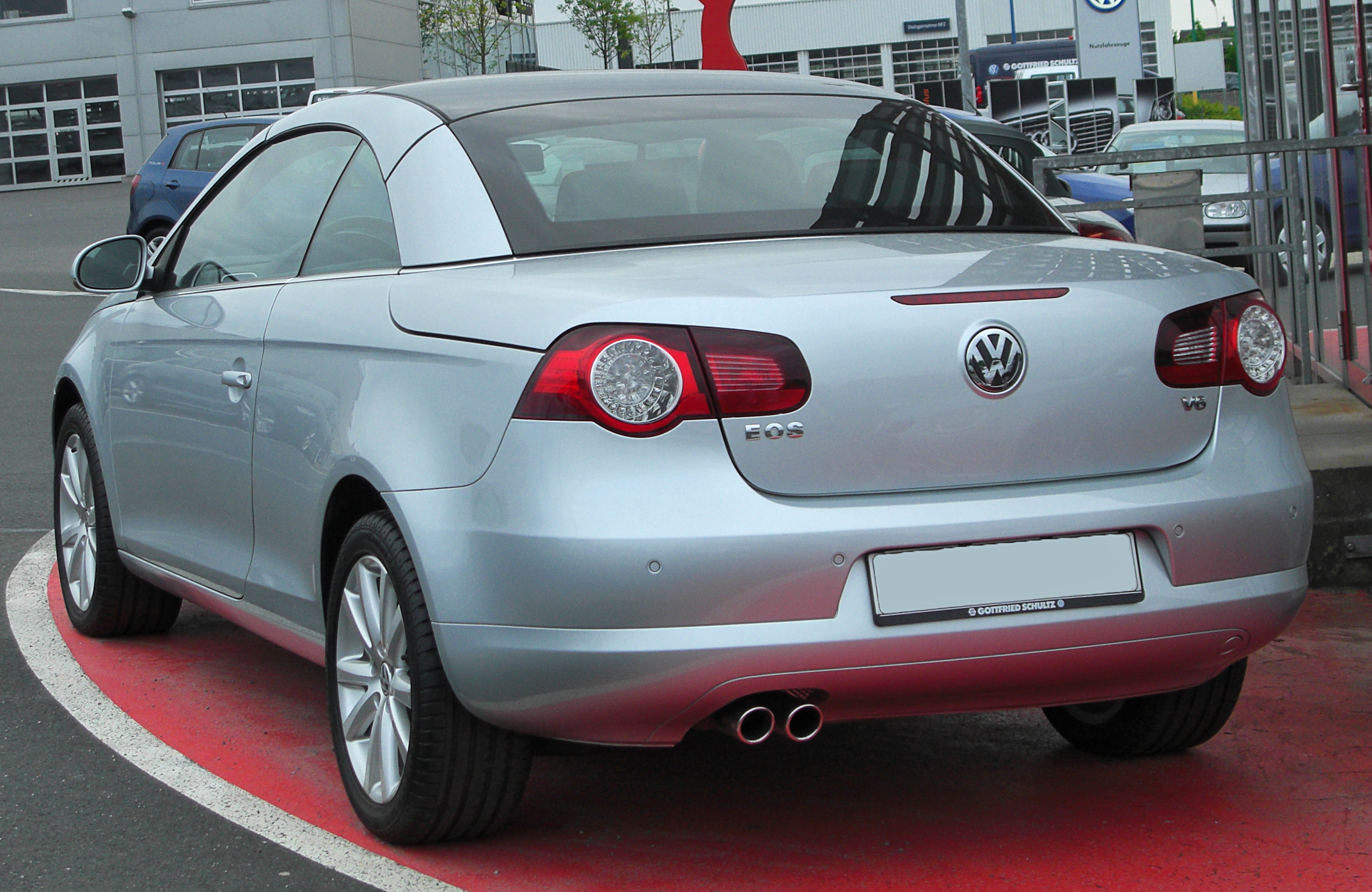
初代Eos的背部
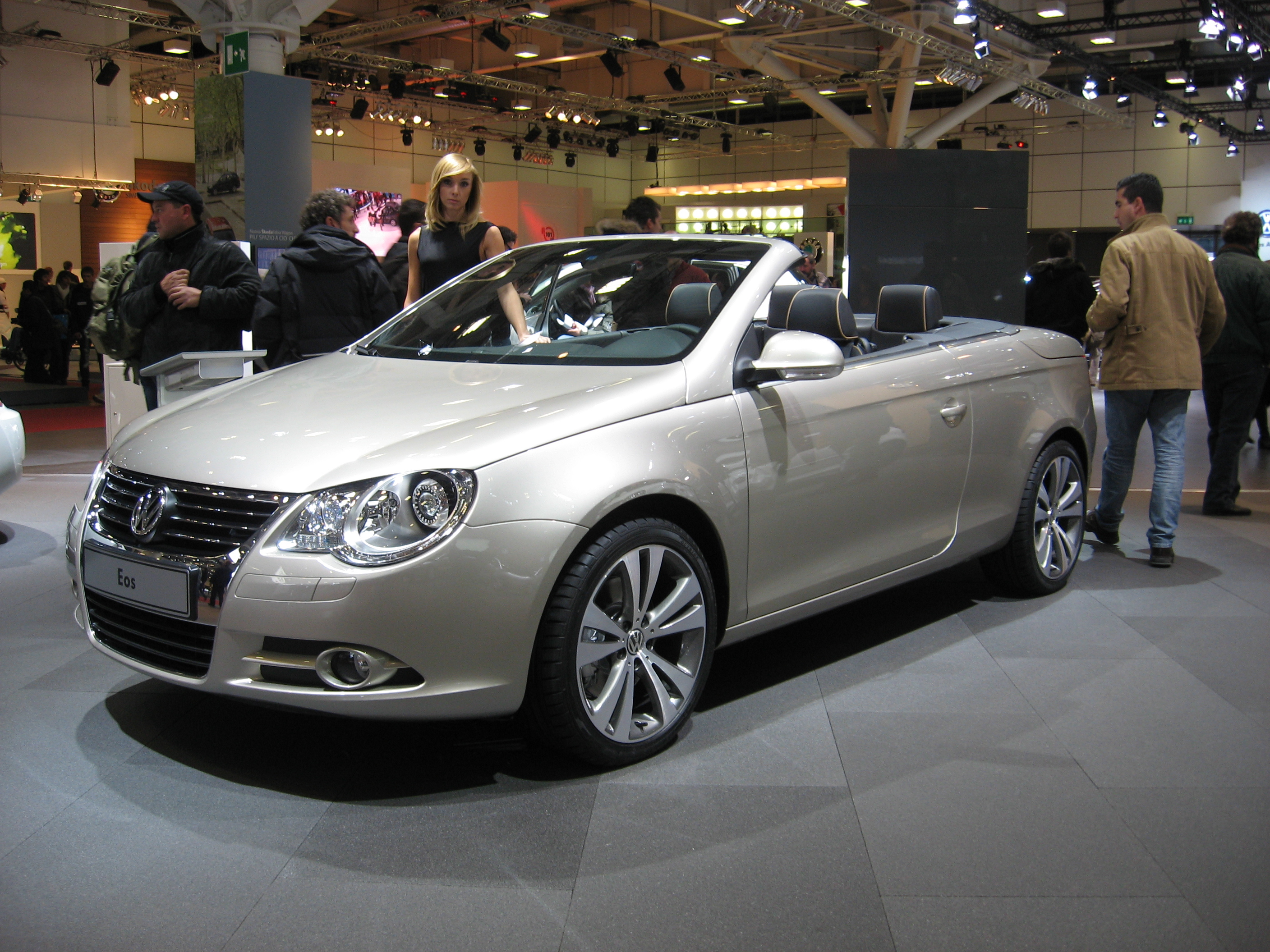
敞篷状态下的初代Eos
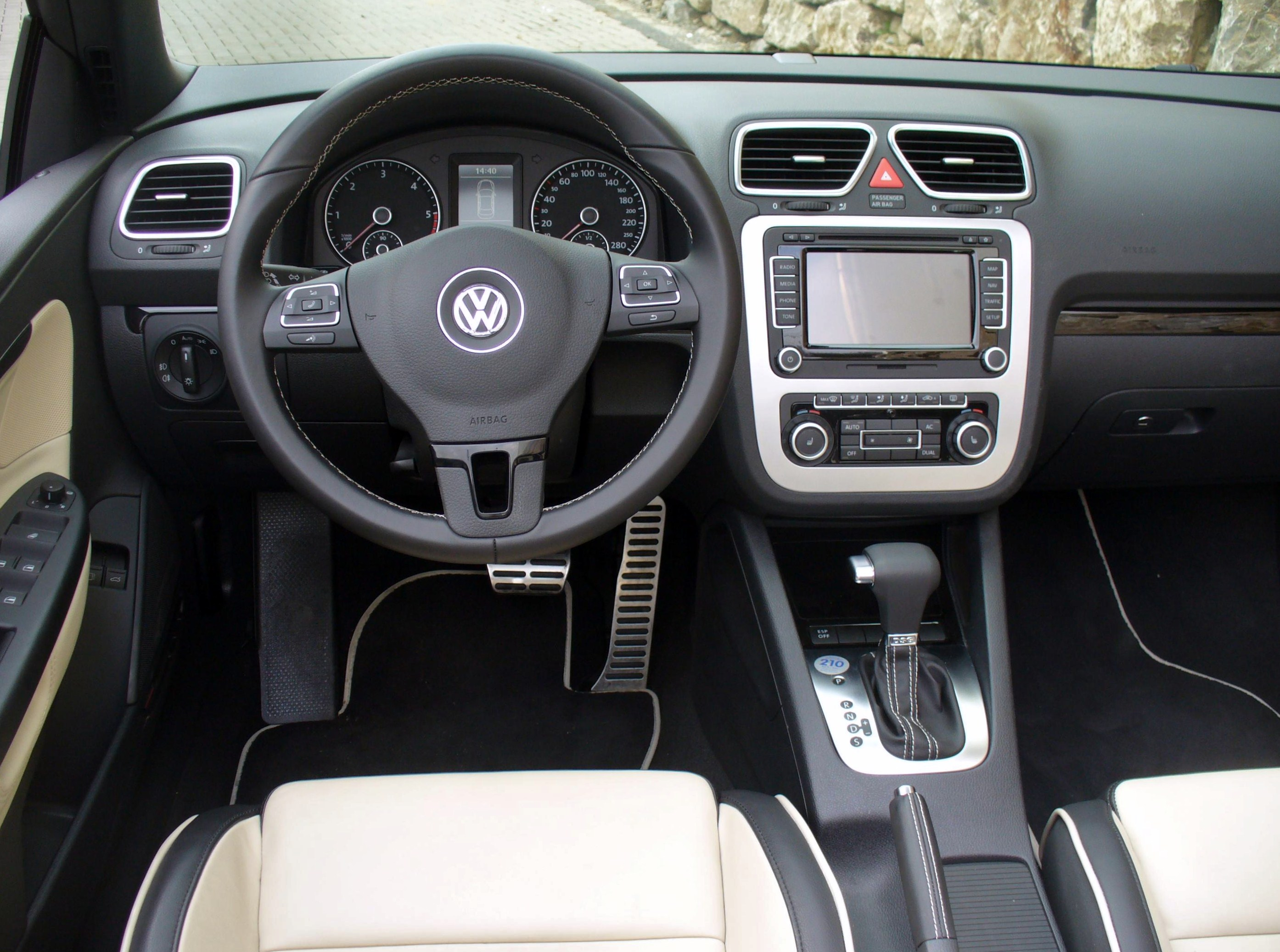
初代Eos的内饰
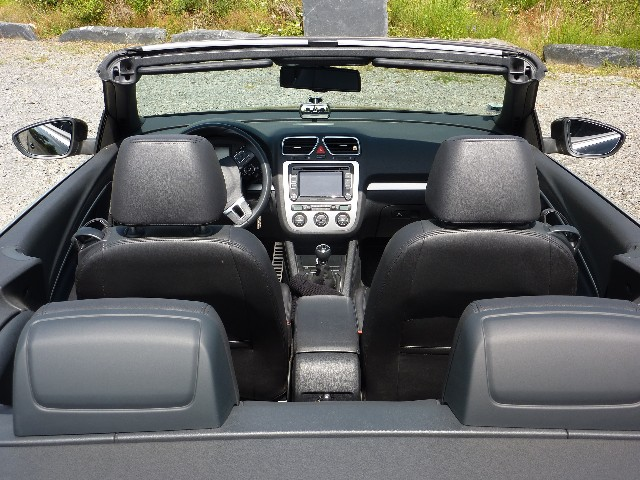
二代Eos的内饰

## 引用
1. ↑  Motor Presse Stuttgart (编). . 北京市: 中国市场出版社. 2007: 220-221. ISBN 9787509202050. OCLC 430248795.
2. ↑  . www.xincheping.com.   [2022-06-26].
3. 1 2  . web.archive.org. 2008-10-10  [2022-06-26]. （原始内容存档于2008-10-10）.
4. ↑  Uwaoma, Philip. . HotCars. 2022-06-01  [2022-06-26]. （原始内容存档于2022-06-27） （美国英语）.
5. ↑  . Volkswagen Newsroom.   [2022-06-26]. （原始内容存档于2022-07-31） （英语）.
6. ↑  . Edmunds.   [2022-06-26]. （原始内容存档于2022-06-27） （美国英语）.
7. ↑  . Car and Driver. 2004-02-01  [2022-06-27]. （原始内容存档于2022-06-27） （美国英语）.
8. ↑  Blanco, Adrian. . car-design.idoneos.com.   [2022-06-27] （英语）.
9. ↑  . www.vwvortex.com.   [2022-06-27]. （原始内容存档于2022-06-28）.